# Iacobeni, Suceava
Iacobeni este satul de reședință al comunei cu același nume din județul Suceava, Bucovina, România.

## Vezi și
- Biserica de lemn din Iacobeni